# Камерир
Камерир (от швед. Kamrer, камрер) — камерный чиновник в провинции эпохи Петра I, подчинённый Камер-коллегии, а также чин в последние месяцы правления Павла I. 
Был правой рукой воеводы и главным исполнителем по финансовой части в провинции. Ведал податным делом, был непосредственным заведующим казённым имуществом. Как бухгалтер камерир получал отчётности от подчинённых ему рентмейстера, провиантмейстера и земских комиссаров и контролировал их, сверяя отчётности с подлинными документами. Инструкцией Петра I камериру предписывалось вести четыре книги по подведомственному ему провинциальному хозяйству: переписную, земскую, вычетную и главную. В переписную книги заносились все деревни, дворы, их размер, численность населения, состояние угодий провинции. На основании данных этой книги происходила развёрстка податей. В земскую книгу вносили приходо-расходные ведомости земских комиссаров после проверки. В вычетную книгу записывали недоимки, а в главную — все окладные и неокладные доходы провинции. В определённые сроки камерир составлял по этим книгам общие отчёты по финансам провинции для отсылки их в соответствующие коллегии.
В качестве заведующего казённым имуществом камерир был обязан ревизовать казначейство и провиантские магазины, наблюдать, чтобы не было убытков казне при подрядах и поставках провианта и фуража в армию, производить торги на казённые подряды.
При камерире учреждалась камерирская контора, которая выписывала ордеры в казначейство к рентмейстеру на приём и выдачу денег, к заведующему провиантскими магазинами на приём и выдачу хлеба, выписывались указы к земским комиссарам.
По своей важности камерир был вторым лицом после воеводы в провинции. Самостоятельно он решал только текущие дела, а всё более важное — в совете с воеводой. Воевода и камерир подписывались под всеми донесениями по финансовым делам в коллегии и под указами комиссарам. Земская канцелярия и камерирская контора по закону помещались в одном здании.
В 1801 году Павел I своим указом «навсегда» утвердил чин тайного камерира в 5-м классе Табели о рангах. Однако после смерти Павла I этот указ не исполнялся.